# 丹後町立虎杖小学校
丹後町立虎杖小学校（たんごちょうりつ いたどりしょうがっこう）は、かつて京都府竹野郡丹後町小脇（現・京丹後市丹後町小脇）にあった公立小学校。
1872年（明治5年）に第三大学区第九中学竹野郡鞍内校として創立された。かつては丹後町鞍内・三山・小脇・竹久僧・乗田原の5集落を校区としていたが、戦後には鞍内以外の4集落が相次いで離村（丹後町の離村・廃村）し、1975年（昭和50年）以後は1校1区の小学校となっていた。1991年（平成3年）3月をもって閉校となり、丹後町立宇川小学校に統合された。

## 地理
宇川のアユで知られる宇川の流域にあり、緑豊かな山に囲まれている。校歌の3番には「空鳥うたう我が宇川～」という歌詞が登場する。
校舎は海抜およそ100メートルにあったが、通学圏のなかでもとくに高地の乗田原（のたがはら）は海抜300メートルにあり、この集落の児童は冬になると200メートルの落差をスキーで滑り降りて登校した。積雪の多い冬の登下校は他集落の児童の登下校にも障害が多く、1933年（昭和8年）1月28日には大雪崩により登校途上で大規模な遭難事故が発生した。その後昭和40年代にも通学路の除雪作業をしていた児童の母親2人が雪崩に巻き込まれる事故があり、この折にはただちに救助され事なきを得たが、急斜面に沿う道路の改善と雪崩防止の土木工事を求める地区をあげての運動に発展した。
詩人の池井保は1967年（昭和42年）4月から1972年（昭和47年）3月まで虎杖小学校の教員であり、1977年（昭和52年）には『亡び村の子らと生きて 丹後半島のへき地教育の記録』を著している。

## 名称
虎杖（いたどり）という校名の由来は定かではない。『虎杖小学校のあゆみ』では、1904年（明治37年）に上宇川村小脇小字板取（いたどり）33に移転した時からではないかと推測している。この際には板取尋常小学校（いたどりじんじょうしょうがっこう）という名称で京都府に申請したが、小脇だけでなく鞍内や三山にも板取という地名があることが問題視されて許可が下りなかった。『枕草子』第154段に登場する「虎杖」（いたどり）を拝借し、虎杖尋常小学校（いたどりじんじょうしょうがっこう）という表記で申請したら許可が下りたとされる。

## 沿革

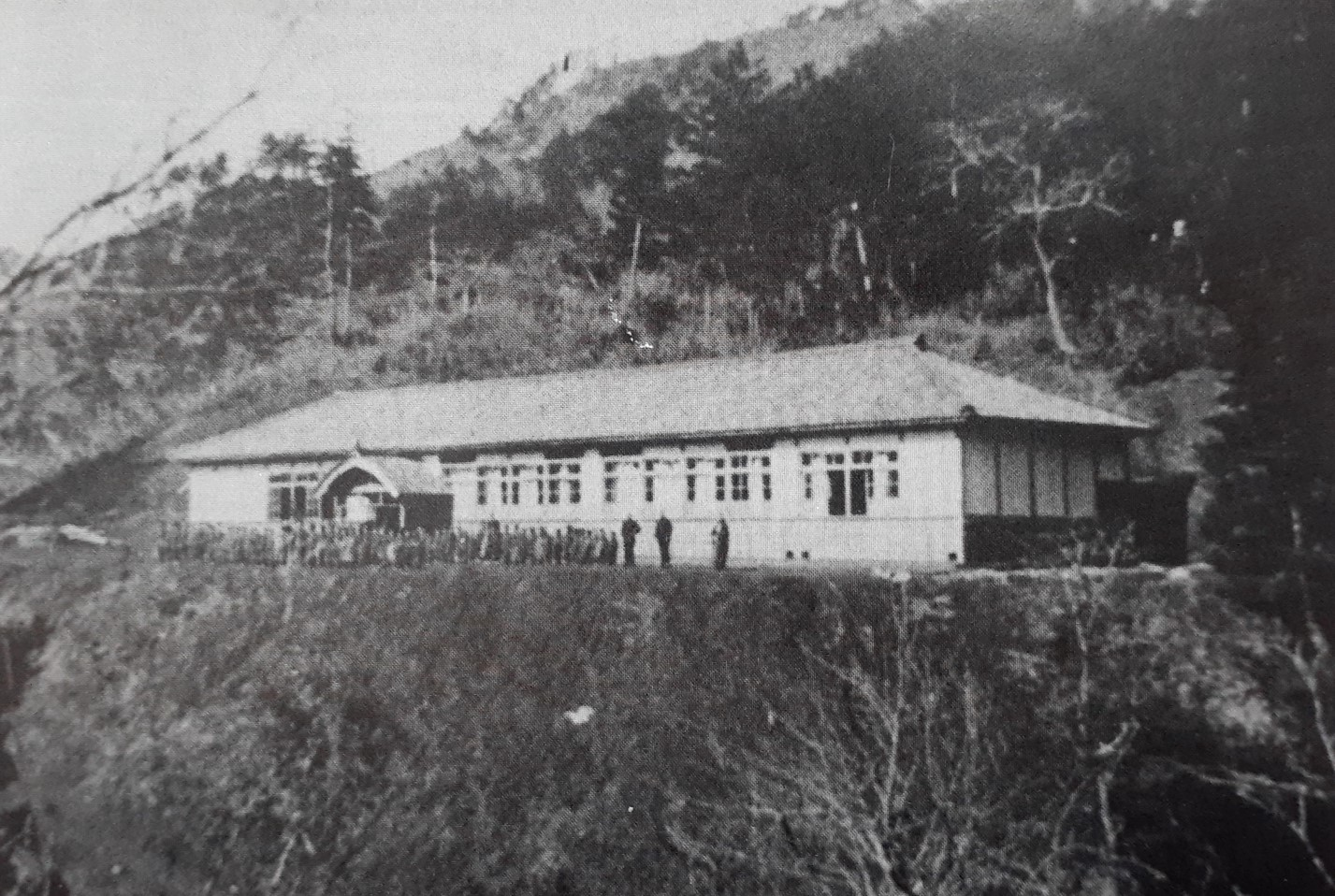
1904年から1923年までの校舎

### 明治・大正・戦前
学制の発布に伴い、1872年（明治5年）には竹野郡鞍内村に第三大学区第九中学竹野郡鞍内校として創立された。遠下村・鞍内村・三山村・小脇村・神主村の各村に教場を設置し、教師が巡回して授業を行った。後に鞍内村と三山村に校舎を設け、平小学校三山分校と平小学校鞍内分校になった。
1890年（明治23年）、竹野郡上宇川村字鞍内に平尋常小学校分教場が置かれ、三山・小脇・竹久僧・鞍内の4区を学区とした。1896年（明治29年）、上宇川村字三山に新たに上宇川第二尋常小学校の校舎が設立され、三山・小脇・竹久僧の3区を学区とした。この際に鞍内は上宇川第一尋常小学校の学区となった。1904年（明治37年）には鞍内が上宇川第二尋常小学校の学区に移動した。1905年（明治38年）には上宇川村小脇小字板取33に新築された校舎で授業が開始された。
1907年（明治40年）3月には上宇川第二尋常小学校から虎杖尋常小学校に改称した。1923年（大正12年）12月19日には校舎が火災で焼失し、重要記録を焼失した。1924年（大正13年）10月には教室2室、裁縫室、教員室、雨天体操場からなる新校舎が建設され、1929年（昭和4年）には2教室が増築された。1938年（昭和13年）4月1日には虎杖尋常小学校が廃止され、上宇川尋常高等小学校虎杖分教場となった。1941年（昭和16年）には上宇川国民学校虎杖分教場となり、5年・6年の児童は本校である上宇川国民学校に通うこととなった。

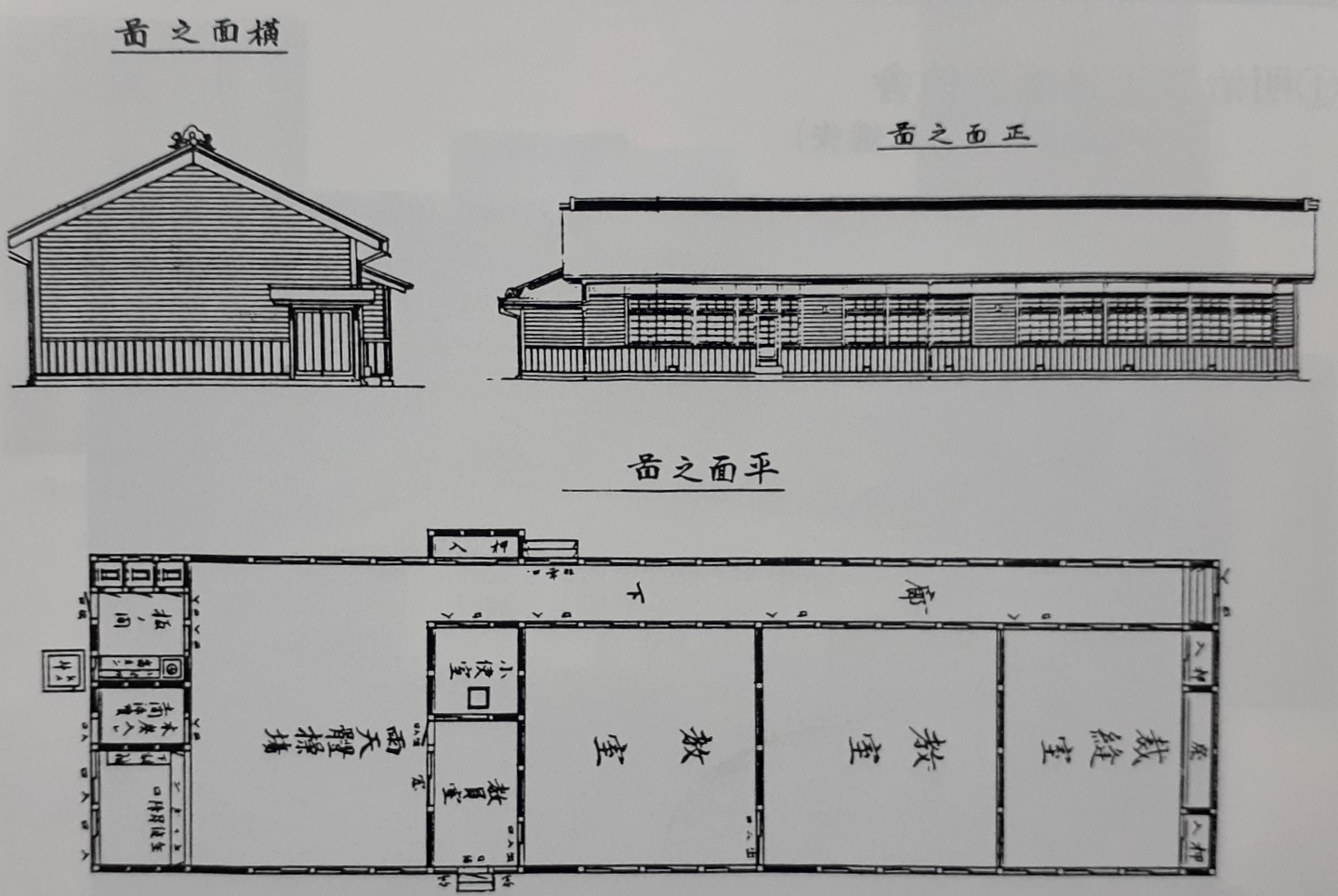
1924年に新築された校舎の認可申請書
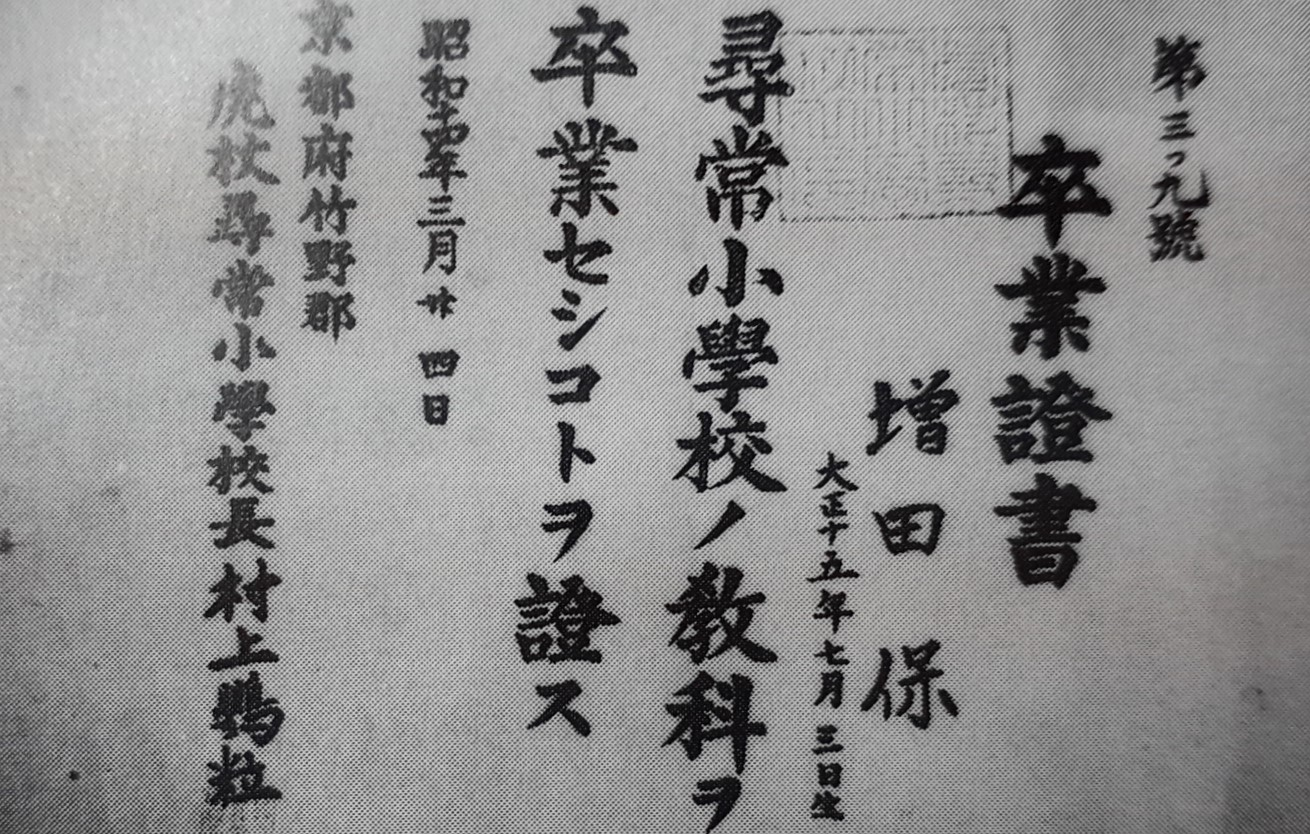
1939年の卒業証書

### 戦後

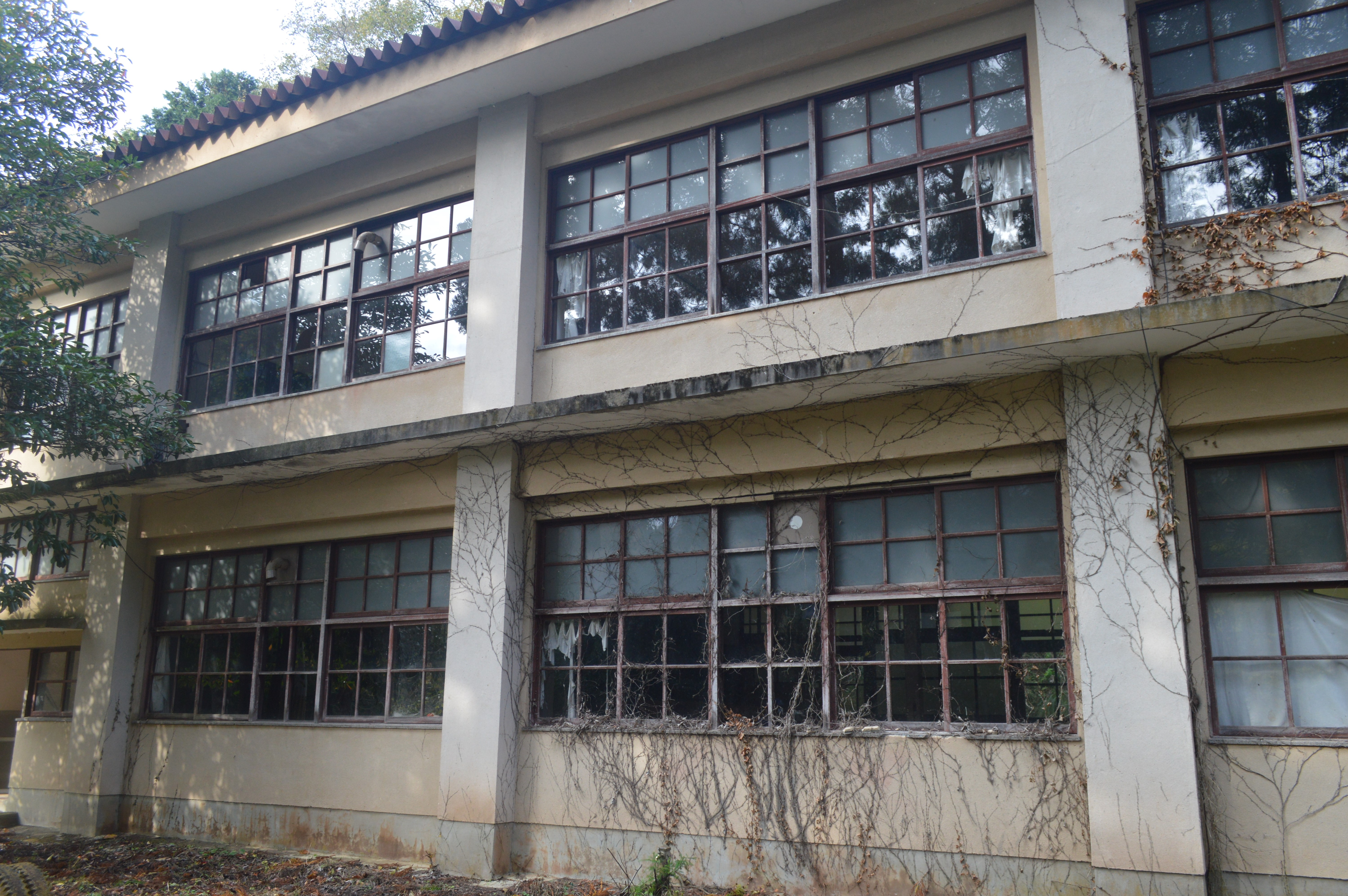
1964年に新築された校舎

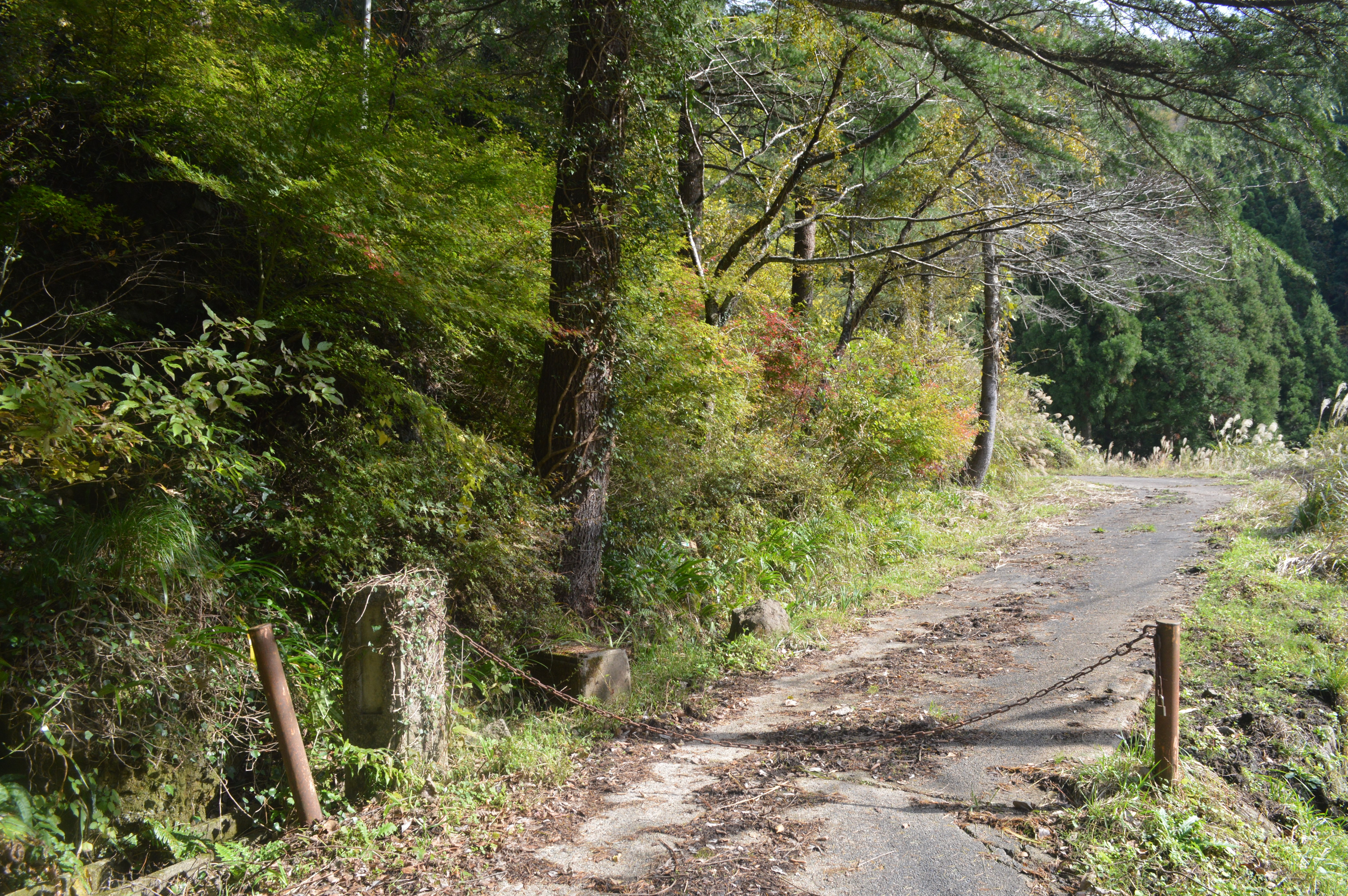
校地の入口にある登校路

1947年（昭和22年）2月18日には本校の上宇川国民学校が火災で全焼し、5年・6年の児童も虎杖分教場に収容した。同年4月には新教育制度によって上宇川村立上宇川小学校虎杖分校に改称した。
1955年（昭和30年）2月1日には上宇川村など1町4村が合併して竹野郡丹後町が発足し、丹後町立上宇川小学校虎杖分校となった。1963年（昭和38年）1月の昭和38年1月豪雪（三八豪雪）では、三山や小脇で積雪600センチを記録し、自衛隊による救援活動を受けた。講堂を残して校舎が倒壊したため、鞍内は鞍内公民館、小脇・竹久僧は織戸作治氏隠居所、三山は蔵福寺（後に三山公民館）と、集落ごとに分散授業が行われた。同年3月には三八豪雪を耐えた講堂を用いて授業を再開し、建設推進委員会を設置して新校舎の建設に向けた議論を開始した。
1964年（昭和39年）1月、工事費975万円で鉄筋コンクリート造2階建ての校舎が竣工した。同年2月には独立校化を陳情し、同年4月1日には丹後町立上宇川小学校から独立して丹後町立虎杖小学校が発足した。1965年（昭和40年）に、児童保護者が味噌や野菜を持ち寄っての「みそしる給食」を開始、1967年（昭和42年）9月には完全給食が導入され、上宇川小学校からパンや副食が運搬された。当初は運搬作業に充てる予算が微少であったことから学校用務員だった女性職員の70歳を超えた夫がリヤカーにパンと副食を乗せて5㎞の道を徒歩で運搬したり、保護者が野良仕事の合間に交代で運んだが、徐々に業者委託に改善され、1971年（昭和46年）から自校での調理・提供が可能になった。
1969年（昭和44年）12月には工事費180万円でグラウンドが拡張され、大運動会が開催された。
戦後の虎杖小学校の学区は丹後町鞍内・三山・乗田原・竹久僧・小脇の5集落である。1968年（昭和43年）には虎杖学区に「くらしを守る会」が結成され、行政らに対して運動を続けていた。しかし、丹後町では高度経済成長や三八豪雪などをきっかけとする離村・廃村（丹後町の離村・廃村）が相次いでおり、1964年（昭和39年）には竹久僧が全戸離村、1969年（昭和44年）には乗田原が離村、1972年（昭和47年）には小脇が離村（1軒のみとなる）、1974年（昭和49年）には三山が三宅団地に集団移住している。
離村・廃村が相次いだ結果、1975年（昭和50年）以後は1校1区（鞍内）の小学校となった。ピーク時には80人の在校生がいたが、1975年（昭和50年）時点の学級数は3、児童数は9人、教職員数は4人であり、丹後町の5小学校の中では最も児童数が少なかった。1980年（昭和55年）3月には小脇出身の織戸昭徳の考案によって校章が制定された。植物のイタドリの3枚の葉で「い」の字を囲み、「丹」の字を表している。
1987年（昭和62年）には丹後町から地区に対して学校統合が提案され、丹後町と地区の話し合いは難航した。何度も討議を重ねた結果、1990年（平成2年）11月17日の丹後町議会で閉校が決定した。最終年度である1990年度（平成2年度）の児童数は2人だった。分教場時代を含めると600人超の卒業生を送り出している。統合先の宇川小学校は虎杖小学校から約5.4km離れている。

## 地域教育
1970年代前半、丹後縦貫林道や碇高原牧場の開設など、虎杖小学校の児童の生活圏に直結する山間部の離村・廃村対策の一環で、京都府の大規模な事業計画が進行しており、虎杖小学校では離村現象がすすむ集落での聞き込み調査などのフィールドワークを行うなど、活発な地域教育を行った。
そうした取組のひとつに、アユの越冬実験がある。ほぼ自家用として利用されるにとどまっていた宇川のアユを、地域の産業として成立させたいという南波校長（当時）の発案で、産卵のために降るアユを捕獲して産卵抑制し、正月に市場に出すことをねらったものである。アユの産卵が日照時間と関係することを研究し、秋以降も夏と同じ日照時間を確保すればアユは産卵せず、冬を越すものと想定された。そこで虎杖小学校は友釣りで捕獲したアユを飼育するため、絶えず水が流れる川と同じ条件を満たすべく約1㎞離れた場所で湧く地下水を池に引き込み、池の上に照明器具を設置して疑似的な日照時間を作りだした。目算通り、アユは秋になっても産卵せず2月の初め頃まで延命したが、水温が遠距離をパイプで送る間に低下したことが原因で越冬には至らなかった。この試験結果により、アユを冬に出荷することが可能であることは確認されたが、地元漁業者の関心は高まらず、地域産業の創出には至らなかった。

## 校舎

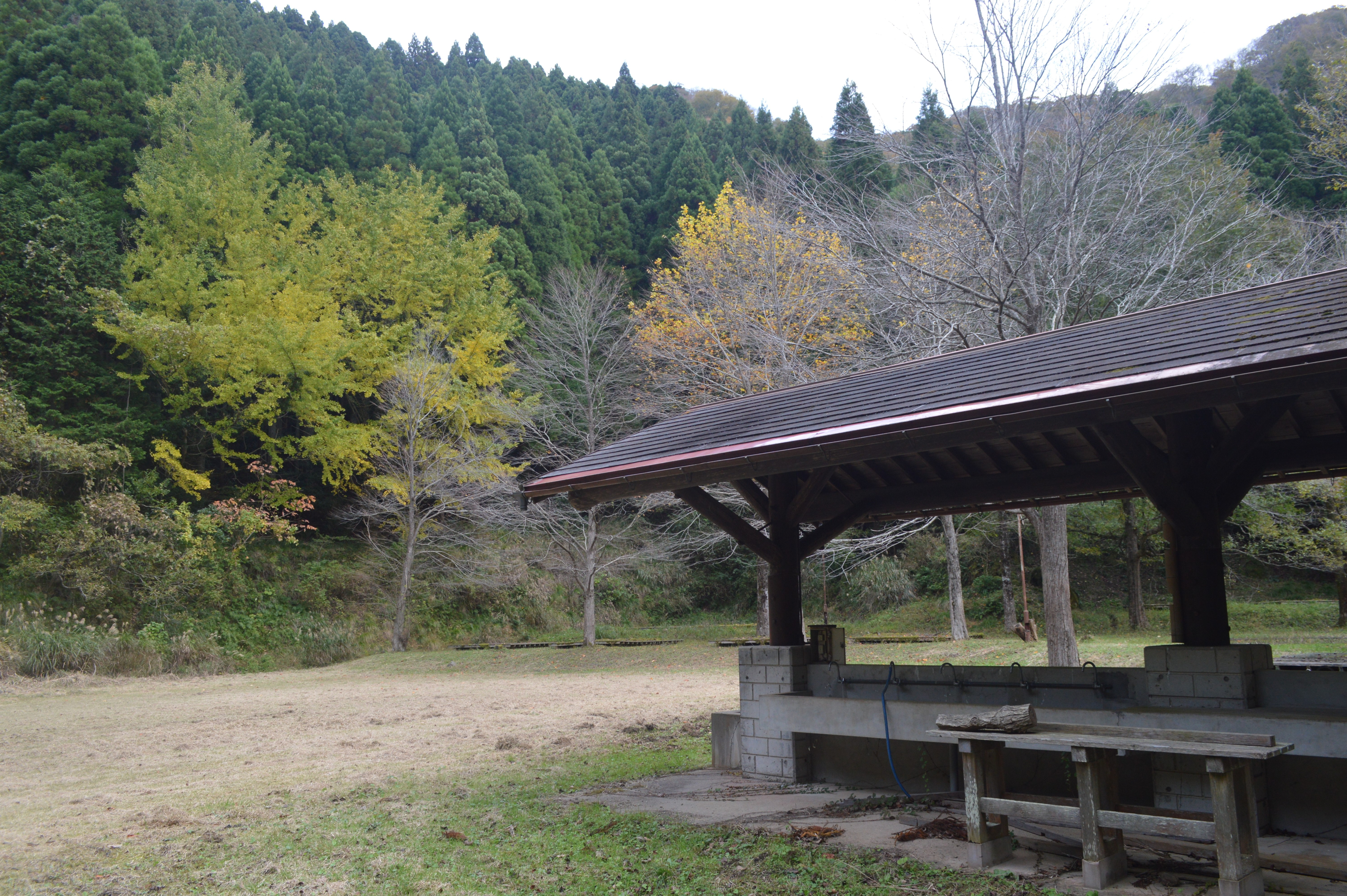
グラウンドを転用した鞍内キャンプ場

1964年（昭和39年）に建築された校舎は現存している。講堂や外倉庫は取り壊し済みである。グラウンドは鞍内キャンプ場に転用されたが、2021年（令和3年）時点では閉鎖中である。
教室配置（西から東の順）
- 1階
  - 宿直室・購買室・保健室、（入口）、職員室、校長室、児童会議室、理科室
- 2階
  - 音楽室、（階段）、図書室、教具資料室、4年教室、6年教室

## 歴代校長
明治・大正・戦前
- 創立時 - 不明
- 1893年～退任年不明 - 秋山光蔵
- 在任年不明 - 奥田敬蔵
- 1899年6月～退任年不明 - 岡田寅蔵
- 1904年7月～退任年不明 - 冨岡重治
- 1909年4月～1923年3月 - 小倉成美
- 1923年4月～1924年3月 - 倉岡愛穂
- 1924年4月～1930年3月 - 増田勝蔵
- 1930年4月～1932年3月 - 増井梅雄
- 1932年4月～1935年3月 - 中矢金治郎
- 1935年4月～1938年3月 - 三宅理一郎
- 1938年4月～1939年3月 - 村上鸚粒
- 1939年4月～1942年8月 - 清水博（注）
- 1942年9月～1945年3月 - 池田彰（注）
- 1945年4月～1947年3月 - 小倉尉成（注）

戦後
- 1947年4月～1949年3月 - 小倉尉成（注）
- 1949年4月～1952年10月 - 善積貞一（注）
- 1952年1月～1957年3月 - 谷口栄治（注）
- 1957年4月～1961年3月 - 中島勇（注）
- 1961年4月～1962年3月 - 福田貞雄（注）
- 1962年4月～1964年3月 - 川戸博（注）
- 1964年4月～1966年3月 - 小国禮治
- 1966年4月～1968年3月 - 村上博中
- 1968年4月～1970年3月 - 高倉仁三郎
- 1970年4月～1975年3月 - 南波一男
- 1975年4月～1977年3月 - 藤田正美
- 1977年4月～1980年3月 - 吉岡哲男
- 1980年4月～1982年3月 - 今西謙吉
- 1982年4月～1984年3月 - 岩佐嘉四郎
- 1984年4月～1985年3月 - 金桝久喜男
- 1985年4月～1987年3月 - 田中大
- 1987年4月～1988年3月 - 田中重之
- 1988年4月～1990年3月 - 増田幸四郎
- 1990年4月～閉校時 - 井塚通安

出典は『虎杖小学校のあゆみ』
（注）が付いている人物は本校（上宇川尋常高等小学校/上宇川国民学校/上宇川小学校）の校長。